# Babybox

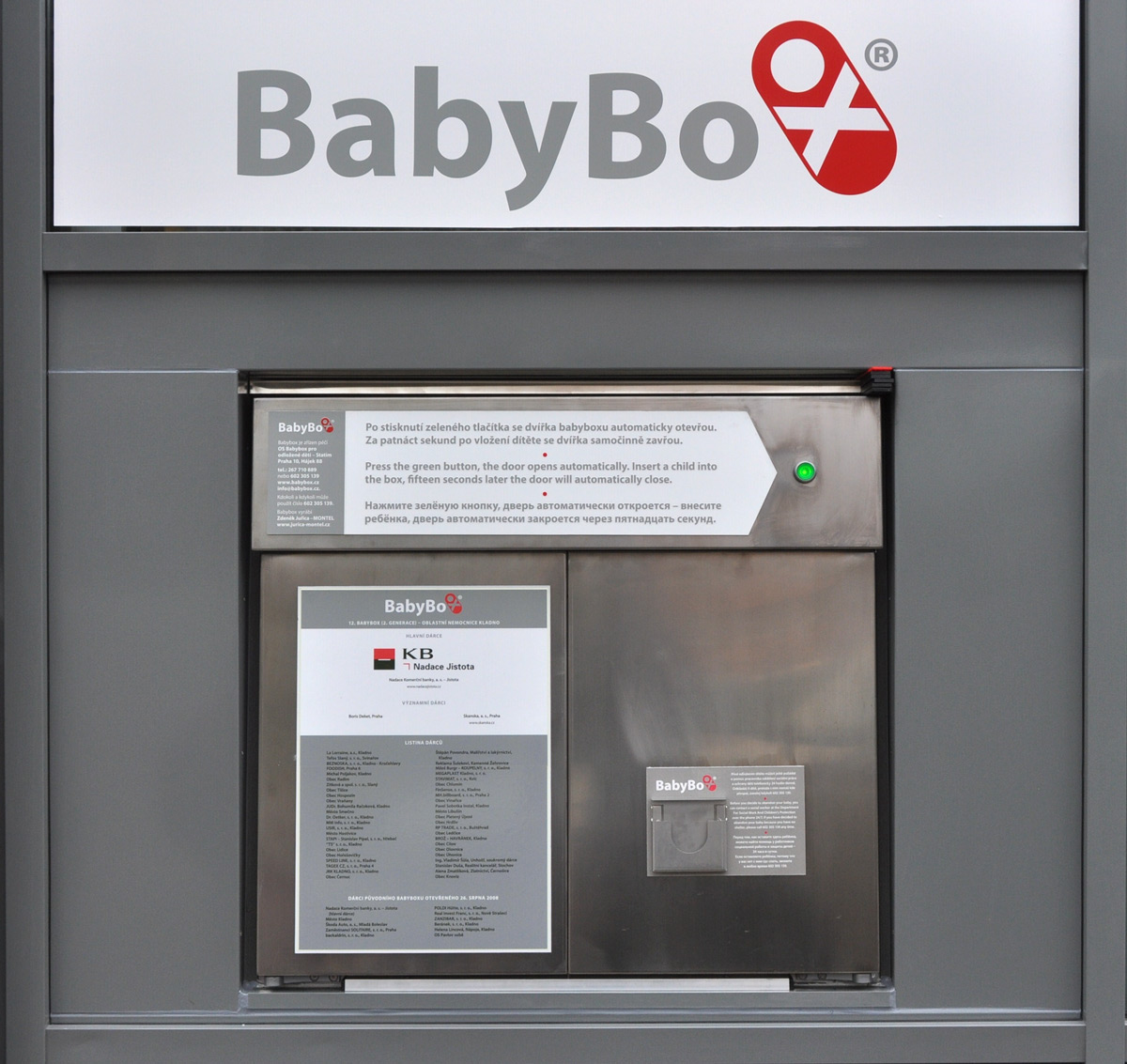
Venkovní strana českého babyboxu nové generace.

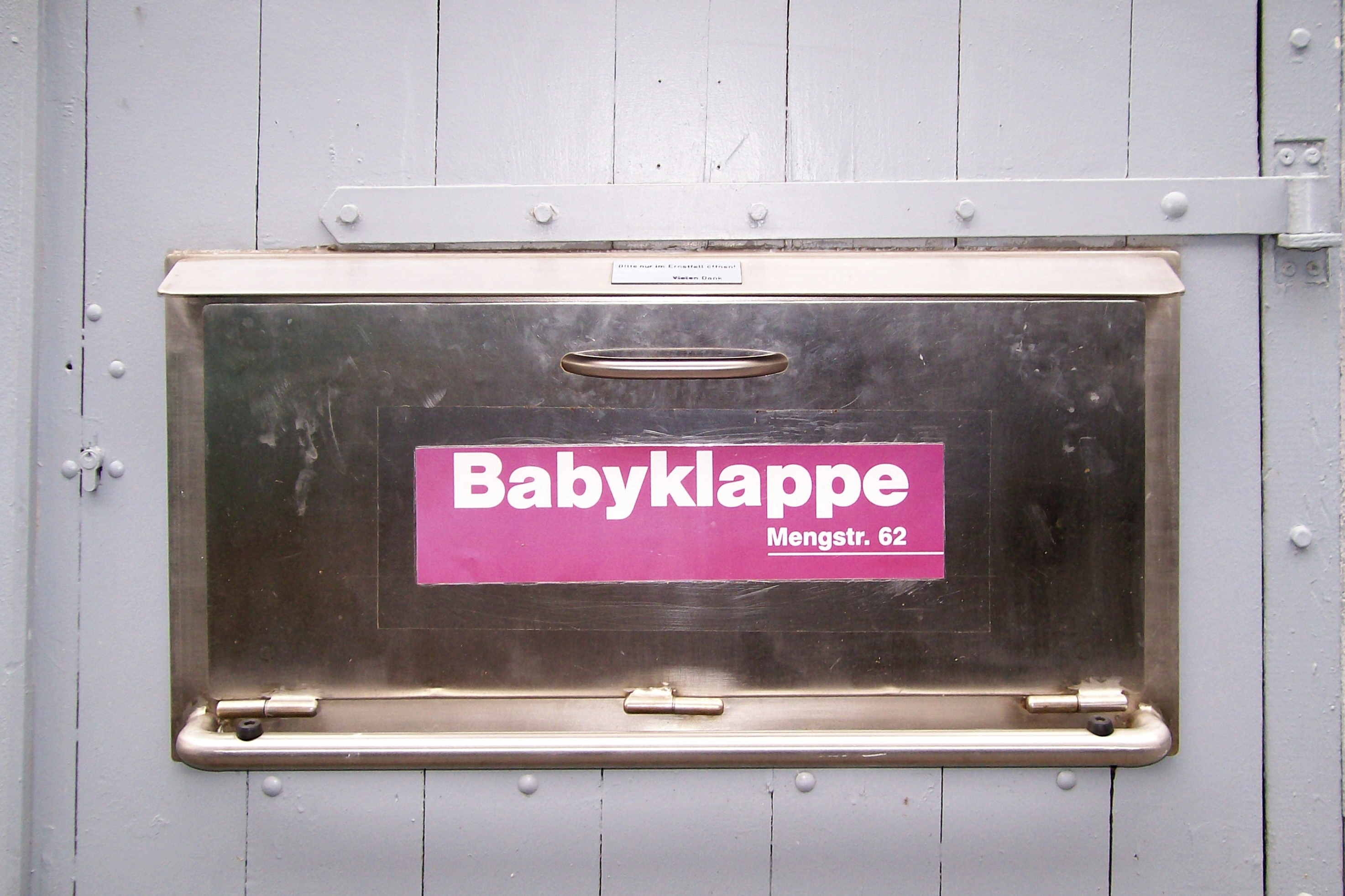
Německý babybox v Lübecku.

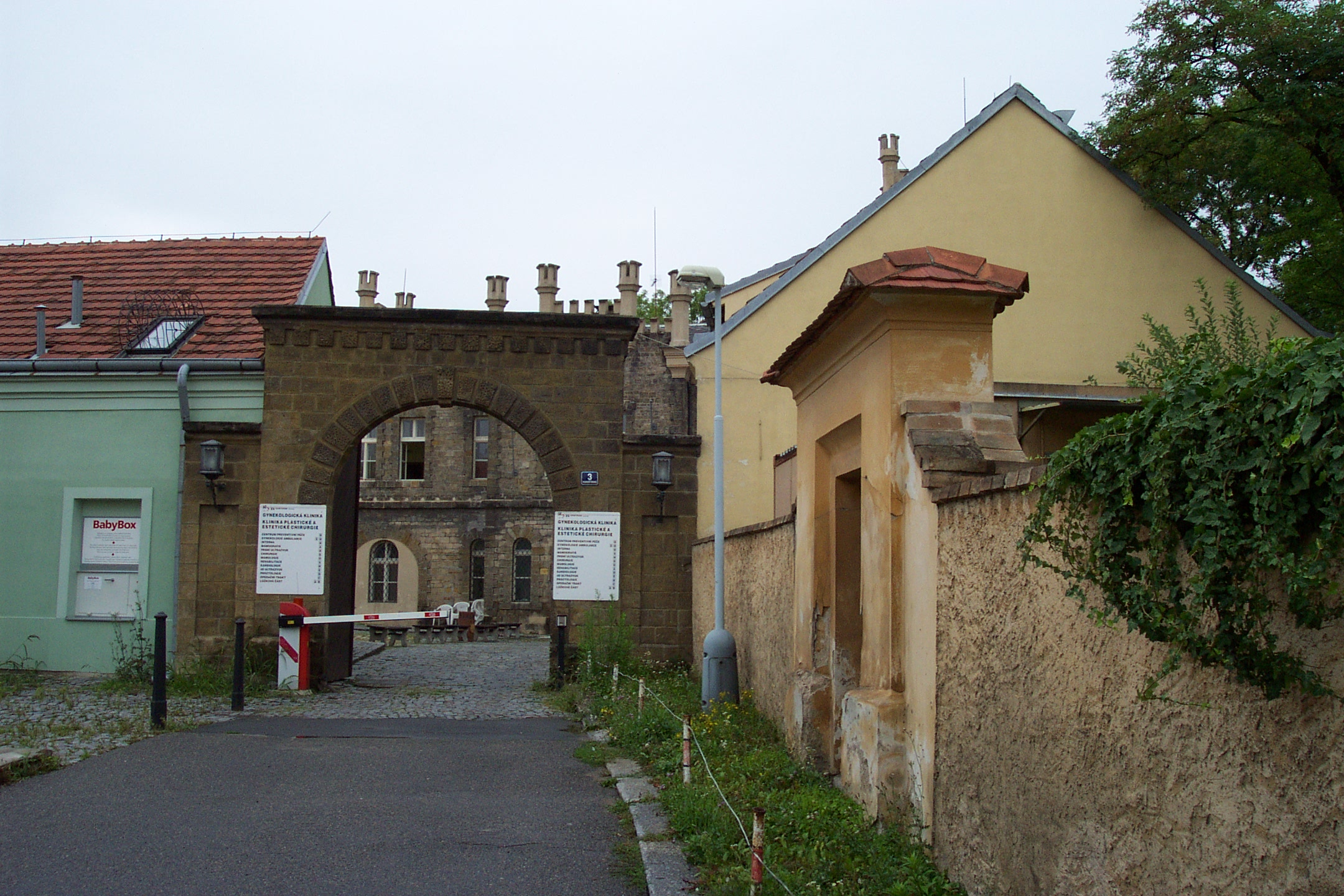
Hloubětínské Gyncentrum – původní první instalovaný babybox (vlevo od brány) je dnes již nahrazen babyboxem nové generace ve zdi Lékárny a zdravotnických potřeb Fakultní nemocnice Královské Vinohrady Praha 10, Šrobárova 50.

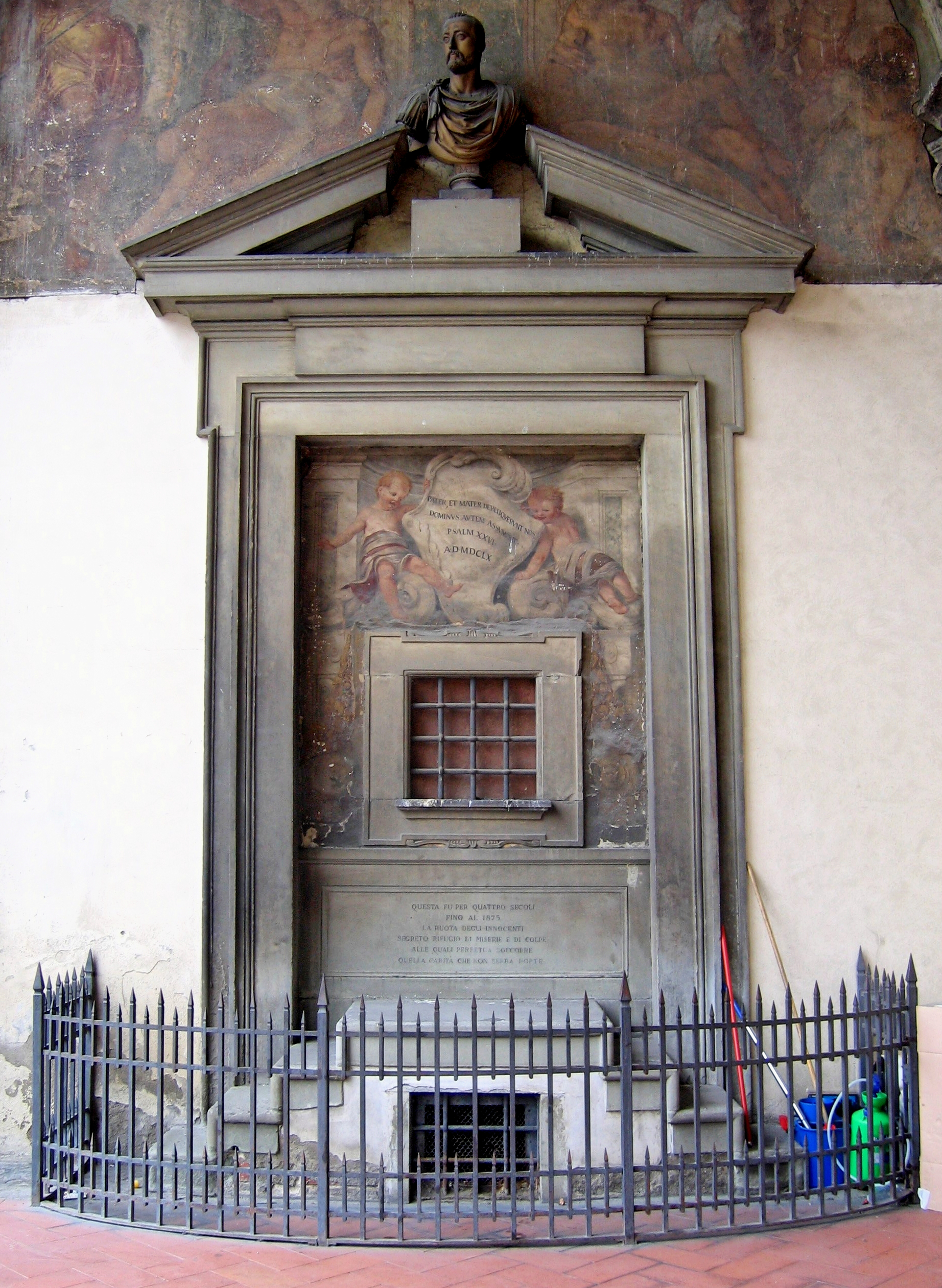
Okénko renesančního babyboxu Ospedale degli Innocenti ve Florencii

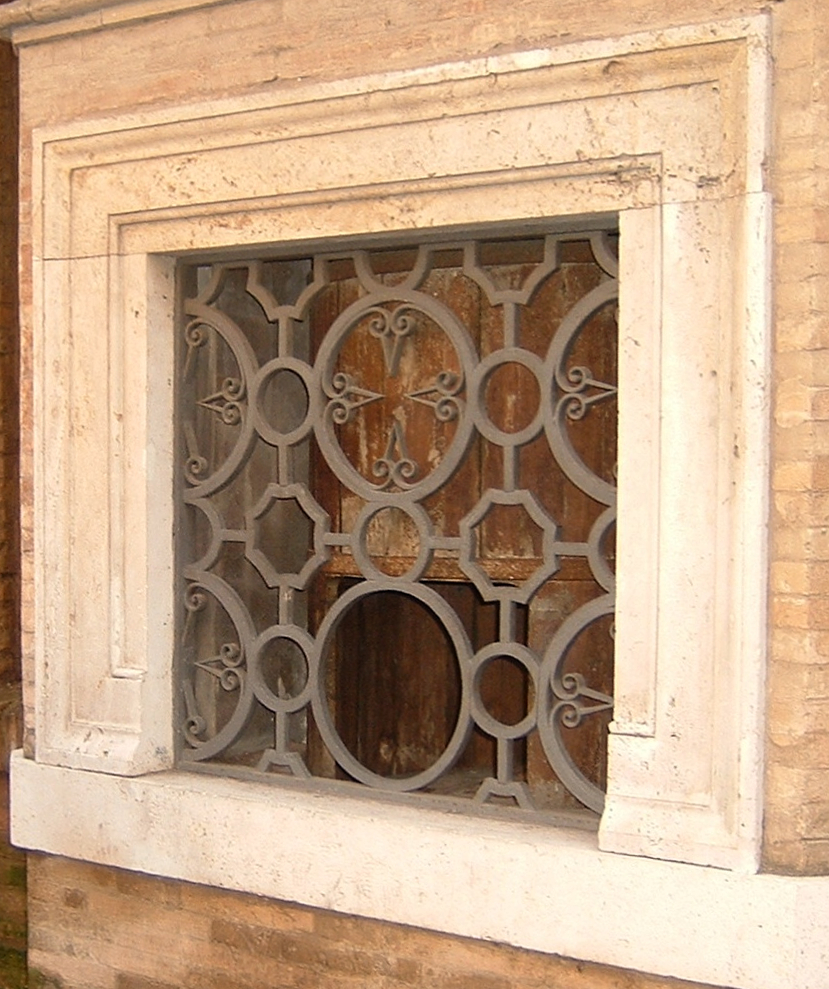
Historické okénko pro nalezence v nemocnici svatého Ducha v Římě (Sassia).

Babybox (čtěte [bejbyboks]) je název zařízení, kam mohou zejména matky zcela anonymně odložit své zpravidla novorozené dítě (Bylo odloženo ale již i dvouleté dítě.). Babybox je speciálně vybavená a vytápěná i klimatizovaná schránka umístěná na snadno přístupném místě většinou v blízkosti zdravotnického zařízení. Matka (či jiný příbuzný) má po odložení dítěte čas několik minut na bezpečný a anonymní odchod od babyboxu. Po několika minutách po odložení dítěte do babyboxu se ozve alarm ve zdravotnickém zařízení oznamující odložené dítě v babyboxu. O to se následně postará zdravotnický personál. Pokud se o odložené dítě rodiče již nepřihlásí, bývá nabídnuto k adopci. V České republice bylo od roku 2005 do 16. března 2024 zřízeno 88 babyboxů, do nichž bylo od roku 2005 do 21. června 2023 uloženo 253 dětí.  Dítě lze odložit do kteréhokoliv babyboxu.

## Historie
Historicky první babyboxy nechal zřídit roku 1198 papež Inocenc III. u bran klášterů na území Papežského státu. Odkládání dítěte, které matka nedokázala uživit, například ve fortně kláštera, bylo obvyklé již dříve, dětí se ujímaly především kláštery špitálních řádů, také milosrdných bratří a sester, kde byla za okénkem fortny nepřetržitá služba /nebo dvířka okénka spojená se zvonkem. První komplexní péči o nalezence poskytoval florentský sirotčinec Ospedale degli Innocenti.
V nové době na tuto tradici navázala tajná oddělení sanatorií a porodnic. Například již roku 1875 do provozu uvedená Zemská porodnice v Praze U Apolináře měla takové prostory přístupné zadním vchodem a zaručovala tak matkám anonymitu. Pro tyto děti se vžil termín nalezenec a byly takto i s udáním místa narození zapisovány do matrik.

## Současnost
Tento způsob odložení dítěte má sice i své odpůrce, nicméně v některých zemích je společensky tolerován jako přijatelnější varianta oproti případům, kdy bezradné matky své děti odkládají na méně příhodných místech nebo dokonce zabíjejí. Záchrana života dítěte se považuje za nadřazenou právu být vychováván vlastními rodiči a znát svůj původ. Pro tuto právní a etickou spornost jsou babyboxy předmětem diskusí a nejsou zcela obecně přijímány jako legitimní řešení.
Novodobá vlna zřizování babyboxů nastala ve světě kolem roku 2000. Například v Německu bylo v období 2000–2005 zřízeno 80 takových schránek. V Německu jsou zřizovány od roku 2001, několik jich je v Rakousku, Polsku,Švýcarsku a na Slovensku.

## Název
Český název babybox je pseudoanglicismus a neologismus, který vznikl po roce 2005 díky nově zřizovaným schránkám „babybox“ spolku Babybox. Anglicky se schránka nazývá baby hatch, v německy mluvících zemích se nazývá Babyklappe, Babyfenster nebo Babywiege a polsky se nazývá okno życia (okno života).

## Babyboxy v Česku
V zakládání babyboxů v České republice se angažuje Nadační fond pro odložené děti Statim (IČ 27151115) a zapsaný spolek Babybox pro odložené děti – Statim (IČ 27006891). Latinské slovo statim se používá na lékařských zprávách a znamená „ihned, okamžitě“. Spolek pomáhá rodičům v tísni také prostřednictvím poradenské telefonní linky. Iniciátory těchto aktivit byli Roman Hanus (advokát) a Ludvík Hess, oba z Prahy. Spolek i fond mají sídlo v Praze–Hájku u Uhříněvsi, v bydlišti předsedy představenstva spolku a zároveň předsedy správní rady nadačního fondu, Ludvíka Hesse. Technikem projektu byl Michal Čumpelík, který babyboxy vyráběl do čísla 46. Druhou generaci babyboxů vyrábí zapsaný spolek Babybox pro odložené děti – STATIM a hlavním subdodavatelem je firma MONTEL Zdeňka Juřici z Náměšti nad Oslavou. Z prvních 39 babyboxů je u 20, tedy více než poloviny, hlavním sponzorem Nadace Komerční banky Jistota.
Původní babyboxy jsou schránky o šířce 100 centimetrů, výšce 60 centimetrů a hloubce 50 centimetrů. Váží 150 kilogramů, jejich vnitřek je podle potřeby vytápěný a signalizace oznámí lékařům otevření dvířek.
Druhá generace babyboxů počínajíc pořadovým číslem 47 je vyrobena z nerezového plechu, má dvoukřídlá dvířka otvírající se automaticky po stisknutí jediného zeleně podsvíceného tlačítka. Po vložení dítěte se dvířka opět samočinně zavřou. Eventuální kolisi s rukama dárce nebo s končetinami děťátka zabrání infrazávora – fotobuňka. Babybox je nejen vytápěn, ale i klimatizován a má řadu dalších vylepšení. Babybox je chráněn ochrannou známkou a užitným vzorem vydaným Úřadem průmyslového vlastnictví. V naprosté většině případů jsou babyboxy zřizovány v nemocnicích, jen ve dvou případech na budově radnice pražské městské části. První babybox mimo zdravotnické zařízení byl zřízen na radnici Prahy 2 na základě podnětu starostky Jany Černochové pohnuté tím, že byl nalezen odložený novorozenec (holčička Terezka) v křoví na Karlově náměstí, a hlavním sponzorem babyboxu je firma, u níž pracovala nálezkyně tohoto dítěte.
Ludvík Hess jednal o otevření prvního babyboxu na Gynekologicko-porodnické klinice v Apolinářské ulici v Praze. Záměr podporoval přednosta kliniky Jaroslav Živný, jeho nástupce i řada primářů a dalších vedoucích lékařů, děkan 1. lékařské fakulty Univerzity Karlovy Tomáš Zima. Ředitel nemocnice Jan Bříza však požadoval nejprve dořešit legislativní podmínky a ač stavební povolení již bylo vydáno, smlouvu nakonec nepodepsal. Další ředitelka Dana Jurásková záměr víceméně zamítla.
Zprovozněny byly tyto babyboxy:

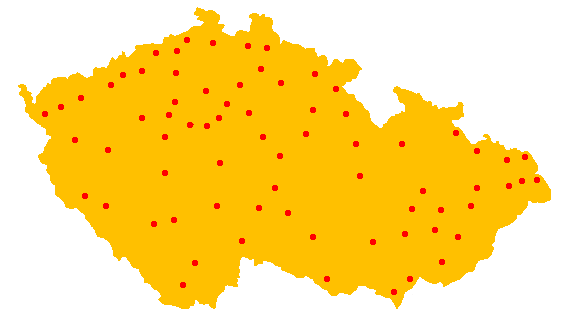
72 babyboxů v České republice (2017)

1. Praha-Hloubětín, GynCentrum (Zámek Hloubětín): 1. června 2005. Tento první babybox byl 5. prosince 2019 přesunut do zdi Lékárny a zdravotnických potřeb Fakultní nemocnice Královské Vinohrady Praha 10, Šrobárova 50. (V blízkosti stanice metra Želivského). [12]
2. Brno, Nemocnice Milosrdných bratří: 3. listopadu 2005
3. Olomouc, Fakultní nemocnice Olomouc: 5. prosince 2006
4. Kadaň, Nemocnice Kadaň: 1. června 2007
5. Zlín, Krajská nemocnice T. Bati, v samostatném domečku na okraji areálu: 6. prosince 2007
6. Pelhřimov, Nemocnice Pelhřimov: 21. prosince 2007
7. Ústí nad Orlicí, Nemocnice Ústí nad Orlicí: 7. března 2008
8. Mladá Boleslav, Oblastní nemocnice Mladá Boleslav: 1. května 2008[13]
9. Sokolov, Nemocnice Sokolov: 1. června 2008
10. Liberec, Krajská nemocnice Liberec: 27. června 2008
11. Pardubice, Pardubická krajská nemocnice: 29. července 2008
12. Kladno, Oblastní nemocnice Kladno: 29. srpna 2008
13. Příbram, Oblastní nemocnice Příbram: 19. září 2008
14. Frýdek-Místek, Nemocnice Frýdek-Místek: 7. listopadu 2008
15. Ostrava, Městská nemocnice Ostrava-Fifejdy: 7. listopadu 2008
16. Opava, Slezská nemocnice Opava: 7. listopadu 2008
17. Chomutov, Nemocnice Chomutov: 19. listopadu 2008
18. Kolín, Oblastní nemocnice Kolín: 5. prosince 2008
19. Jindřichův Hradec, Nemocnice Jindřichův Hradec: 22. prosince 2008
20. Šumperk, Šumperská nemocnice: 19. ledna 2009
21. Náchod, Oblastní nemocnice Náchod: 6. února 2009
22. Strakonice, Nemocnice Strakonice: 23. března 2009
23. Klatovy, Klatovská nemocnice: 15. dubna 2009
24. Teplice, Nemocnice Teplice: 28. května 2009
25. Nymburk, Nemocnice Nymburk: 1. června 2009
26. Kroměříž, Nemocnice Kroměříž: 29. července 2009
27. Benešov, Nemocnice Rudolfa a Stefanie Benešov: 18. srpna 2009
28. Jihlava, Nemocnice Jihlava: 19. září 2009
29. Ústí nad Labem, Masarykova nemocnice Ústí nad Labem: 25. října 2009
30. Mělník, Nemocnice s poliklinikou Mělník: 3. listopadu 2009
31. Písek, Nemocnice Písek: 11. ledna 2010
32. Přerov, Nemocnice Přerov: 9. února 2010
33. Praha 2, radnice, Jugoslávská ulice: 8. března 2010
34. Třebíč, Nemocnice Třebíč: 19. března 2010
35. Děčín, Nemocnice Děčín: 12. dubna 2010
36. Jablonec nad Nisou, Nemocnice Jablonec nad Nisou: 1. června 2010
37. Praha 6, radnice, Jilemnického ulice: 29. července 2010 (z iniciativy starosty Tomáše Chalupy, za sponzoringu Metrostavu a dalších dárců)[14]
38. Karviná-Ráj, Nemocnice Karviná-Ráj: 25. srpna 2010
39. Litoměřice, Nemocnice Litoměřice: 19. září 2010
40. Hodonín, Nemocnice TGM: 28. října 2010
41. Most, Nemocnice Most: 5. prosince 2010
42. Slaný, Nemocnice Slaný: 3. února 2011
43. Plzeň, Poliklinika Denisovo nábřeží Plzeň: 8. března 2011
44. Trutnov, Sanatorium MUDr. Jaroslava Bílka: 1. června 2011
45. Neratovice, Nemocnice Neratovice: 12. září 2011
46. Hradec Králové, Zdravotnická záchranná služba Královéhradeckého kraje: 19. září 2011
47. Cheb, Nemocnice Cheb: 20. prosince 2011
48. Karlovy Vary, Karlovarská krajská nemocnice: 9. února 2012
49. Český Krumlov, Nemocnice Český Krumlov a.s.: 8. března 2012
50. České Budějovice, Zdravotnická záchranná služba Jihočeského kraje: 25. dubna 2012
51. Krnov, Sdružené zdravotnické zařízení Krnov: 10. srpna 2012
52. Havlíčkův Brod, Nemocnice Havlíčkův Brod: 2. listopadu 2012
53. Nový Jičín, Nemocnice Nový Jičín a.s.: 6. prosince 2012
54. Tábor, G-centrum Tábor: 4. února 2013
55. Vyškov, Nemocnice Vyškov: 10. března 2013[15]
56. Prostějov, Nemocnice Prostějov: 23. dubna 2013[16]
57. Uherské Hradiště, Nemocnice Uherské Hradiště: 15. srpna 2013
58. Česká Lípa, Nemocnice Česká Lípa: 19. září 2013
59. Domažlice, Domažlická nemocnice: 18. prosince 2013
60. Valašské Meziříčí, Nemocnice Valašské Meziříčí: 27. února 2014
61. Svitavy, Svitavská nemocnice: 8. dubna 2014
62. Kutná Hora, Zdravotnická záchranná služba Středočeského kraje – Kutná Hora: 29. července 2014
63. Havířov, Nemocnice s poliklinikou Havířov: 23. září 2014
64. Znojmo, Nemocnice Znojmo: 19. března 2015
65. Jičín, Oblastní nemocnice Jičín: 1. června 2015
66. Turnov, Panochova nemocnice Turnov: 12. srpna 2015
67. Třinec, Nemocnice Třinec: 1. října 2015
68. Břeclav, Nemocnice Břeclav: 18. prosince 2015
69. Rakovník, Masarykova nemocnice v Rakovníku: 7. dubna 2016
70. Rychnov nad Kněžnou, Nemocnice Rychnov nad Kněžnou: 24. května 2016
71. Mariánské Lázně, Nemocnice Mariánské Lázně: 1. června 2017
72. Beroun, Dětský domov a Mateřská škola speciální Beroun: 19. října 2017
73. Blansko, Zdravotnická záchranná služba Jihomoravského kraje – Blansko: 8. března 2018
74. Boskovice, Nemocnice Boskovice: 25. května 2018
75. Jeseník, Jesenická Nemocnice: 16. října 2018
76. Vsetín, Vsetínská Nemocnice: 12. prosince 2018
77. Praha 8, Libeňský zámek: ze strany naproti gymnáziu: 19.10.2020
78. Žďár nad Sázavou, průčelí továrny Tokoz: 6.11.2020
79. Prachatice, Nemocnice Prachatice: 8.3.2021
80. Louny, SEKO Aerospace: 30. června 2021
81. Rokycany, Rokycanská nemocnice: 11. října 2021
82. Hranice, Nemocnice Hranice a.s.: 1. června 2022
83. Chrudim, SeneCura SeniorCentrum: 11. srpna 2022
84. Tachov, areál firmy GRAMMER CZ, s. r. o. v Okružní ulici 2042 mezi pneuservisem a Finančním úřadem: 5. prosince 2022
85. Šternberk, Nemocnice AGEL Šternberk : 29. března 2023[17]
86. Jilemnice, Masarykova městská nemocnice Jilemnice : 31. října 2023
87. Kyjov, Nemocnice Kyjov : 5. prosince 2023
88. Praha 4, Ústav pro péči o matku a dítě : 16. března 2024

Podle zprávy z 15. prosince 2007 bylo do českých babyboxů vloženo již 10 dětí, z toho 7 do hloubětínského.

Do 8. března 2010 bylo do českých babyboxů vloženo již 30 dětí, z toho 14 do hloubětínského.[zdroj?] Do 27. srpna 2010 bylo vloženo 32 dětí. Do 23. prosince 2010 bylo do českých babyboxů vloženo již 40 dětí (25 holčiček a 15 chlapečků), z toho 14 do hloubětínského.[zdroj⁠?!] Dne 19. června 2011 bylo do mladoboleslavského babyboxu odloženo jubilejní 50. dítě (chlapeček dostal jméno Leoš). Dne 29. února 2012 bylo v Nemocnici Milosrdných bratří v Brně odloženo 67. dítě a dne 10. června 2013 tamtéž 86. dítě. 29. srpna 2015 se již vyšplhal počet odložených dětí na 125, z toho 73 chlapců a 52 děvčat. 
Do 31. července 2023 bylo v České republice zřízeno 85 babyboxů, do nichž bylo uloženo 253 dětí.Nejvíce dětí prošlo babyboxem č. 1 v GynCentru v Praze-Hloubětíně, později přesunutého do Vinohradské nemocnice (celkem 30), v Nemocnici Milosrdných bratří v Brně (22) a v nemocnicích v Pardubicích (11) a v Opavě (9). Celkem 22 babyboxů zatím nebylo ani jednou použito.

## Český spor o babyboxy

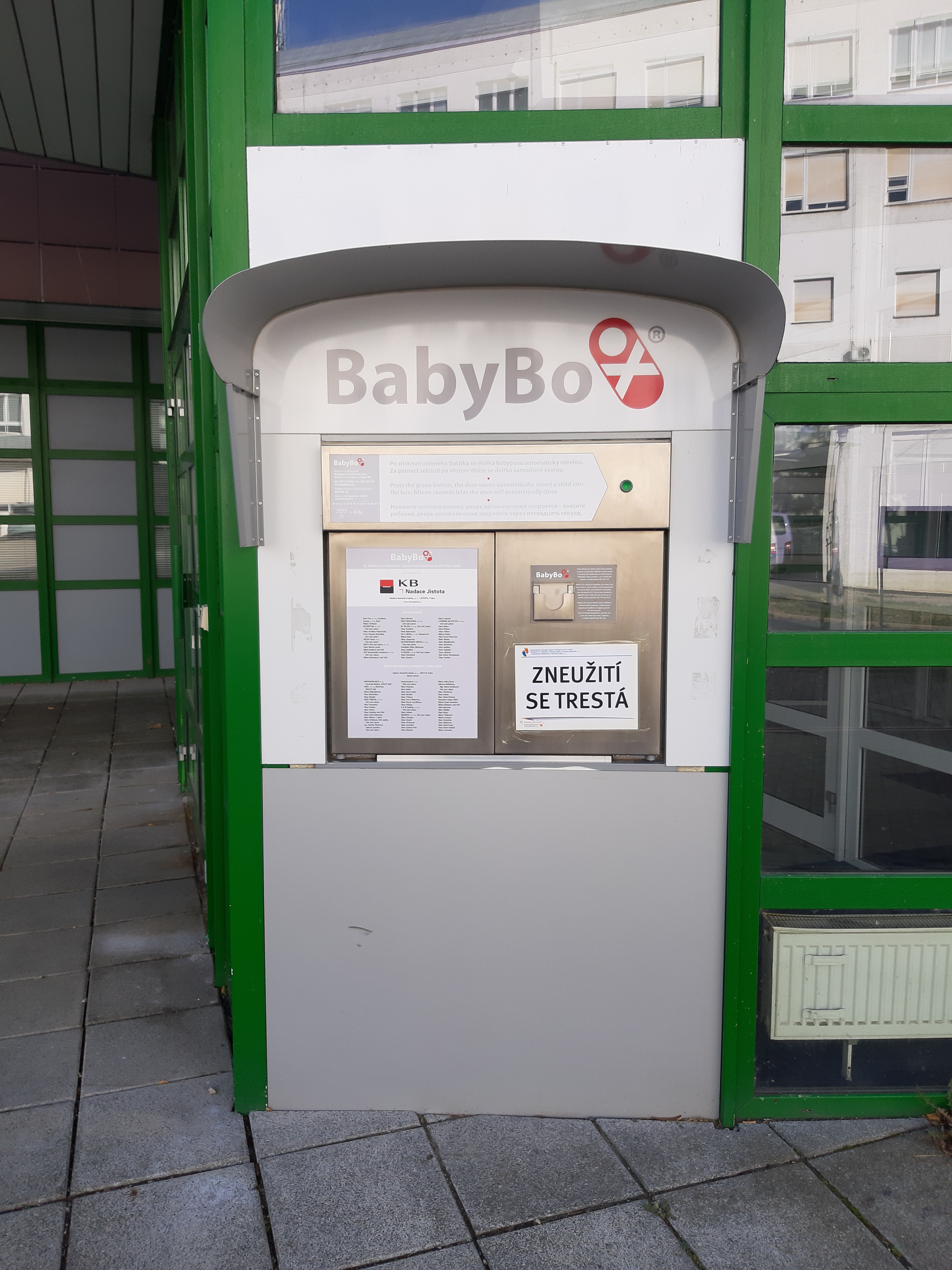
Babybox (Masarykova nemocnice Ústí nad Labem, 2021)

Ministerstvo zdravotnictví České republiky vystupovalo od začátku proti zřizování babyboxů a první babybox byl zřízen na soukromé klinice v Hloubětíně přes nesouhlas ministerstva. Ministr David Rath později myšlenku babyboxů podpořil, ministr Tomáš Julínek je příliš nepodporoval, ale rozhodně nebyl proti (na rozdíl od jeho mluvčího Tomáše Cikrta). Ministryně Daniela Filipiová babyboxy výslovně podpořila. Hlavním odpůrcem babyboxů je podle Hesse sociální pediatr MUDr. František Schneiberg, který inicioval i jednání Vládního výboru pro práva dítěte a babyboxům zajišťuje stálou publicitu.
Projekt babyboxů podpořilo i mnoho právníků a soudců. Bývalý ředitel Ústavu státu a práva České akademie věd Jaroslav Zachariáš vypracoval posudek, podle nějž zřízení babyboxů není proti českému ani mezinárodnímu právu a odložení dítěte do babyboxu není trestným činem. Tento názor podporují i soudci Jan Sváček, Monika Vacková (ta v dialogu označila babybox za „kamínek v mozaice možností“) a Markéta Slámová z Městského soudu v Praze, soudci pražských obvodních soudů Libor Vávra, Jana Červinková, Hana Nová, náměstkyně Krajského soudu Středočeského kraje Martina Kasíková, soudce Vrchního soudu v Praze Jiří Stareček a další.
Vládní výbor pro práva dítěte projednával (za účastí Ludvíka Hesse jako hosta) 7. září 2007 babyboxy zejména na podnět Františka Schneiberga, podle nějž, kromě porušení Úmluvy o právech dítěte, údajně dochází při umístění do babyboxu ke zdravotnímu ohrožení dítěte elektrickým proudem a barvou použitou na povrchovou úpravu. Pan Zikl z Hygienické služby při jednání výboru takové ohrožení vyloučil, rovněž Česká obchodní inspekce v roce 2005 babyboxy prošetřovala z hlediska bezpečnosti a shledala je vyhovujícími. Rovněž stanovisko Ústavu státu a práva babyboxy podpořilo, stejně jako Zuzana Baudyšová a Marie Vodičková. Byly však konstatovány i právní problémy, například právo dítěte znát své biologické rodiče, zástupci ministerstev (MPSV a MZd) vyjádřili potřebu lepší právní úpravy. Ludvík Hess připomněl, že babybox využívají zejména ty matky, které se bojí kontaktu s úřady. Výbor konstatoval, že nebylo prokázáno ohrožení zdraví dětí a že provoz babyboxů není v rozporu s Úmluvou o právech dítěte. Doporučil zahrnout existenci babyboxů a předepsaný postup do věcného záměru zákona o kojeneckých ústavech a dětských centrech.
24. srpna 2010 uspořádal vládní zmocněnec pro lidská práva Michael Kocáb na Úřadu vlády odborné kolokvium babyboxů. Na kolokvium byli údajně pozváni lékaři (pediatři), psychologové, soudci, terénní sociální pracovníci OSPOD a zástupci nevládních organizací (jmenovitý seznam nebyl v závěrečné tiskové zprávě kolokvia zveřejněn), avšak Ludvík Hess ani žádný jiný zástupce spolku Statim pozván nebyl. Tisková zpráva vydaná Michaelem Kocábem, jejíž úvod i závěr vydává názory kolokvia za „stanovisko odborné pediatrické a psychologické veřejnosti“, se vyjadřuje téměř jednoznačně proti babyboxům a konstatuje s nimi spojené etické konflikty. Babyboxy podle ní odporují Úmluvě o právech dítěte, například prioritě zájmů dítěte a právu na úřední standardy péče a ochrany (čl. 3 a 7 Úmluvy), právu dítěte na identitu včetně práva znát své rodiče a právu na jejich péči (čl. 7), degradují plnohodnotného jedince na věc; soukromí dětí je dále narušováno medializací případů nalezených dětí. Na druhou stranu babybox může zachránit život dítěte, chráněný článkem 6 Úmluvy. Závěrečná tisková zpráva kolokvia konstatovala, že vzhledem k velmi vysoké veřejné podpoře babyboxů a stavu veřejné diskuse v několika dotčených zemích „asi nelze babyboxy v ČR zrušit“, tato podpora však podle Kocábovy zprávy „vyplývá z naprosté neinformovanosti veřejnosti o alternativách“. Podle reprodukce závěrů kolokvia redaktorkou MF Dnes babyboxy zakázat nelze, protože zákon tuto problematiku nijak nereguluje.
Spolek Statim ve zprávě podepsané Ludvíkem Hessem vyjádřilo podiv nad Kocábovým zdůvodněním, proč jeho zástupci nebyli na kolokvium pozváni. Rovněž se pozastavilo nad tím, že byli na kolokvium pozváni jen odpůrci babyboxů a nebyli pozváni pediatři žádné z nemocnic, kde již byly babyboxy zřízeny nebo které o jejich zřízení požádaly, ani profesoři a další lékaři, kteří se svými připomínkami podíleli na vzniku a podobě babyboxu (Hess množství těchto nepozvaných lékařů ve zprávě vyjmenovává). Hess vyjádřil pochybnost nad představou, že svět bude krásnější, když vše bude upraveno zákonem nebo vyhláškou a stát bude zasahovat do užitečných soukromých aktivit nežijících ze státních dotací, a vznesl otázku, zda novorozenec nalezený na autobusové zastávce, ve sklepě nebo na záchodě v nemocnici má zajištěna komfortnější práva než dítě z babyboxu. Pouze jediný účastník kolokvia, Eva Vaníčková, reagoval na Hessovu nabídku a projevil zájem blíže se seznámit s fungováním babyboxů; z ostatních účastníků kolokvia podle Hesse nikdo babybox zblízka ani neviděl.